# Кану, Нванкво
Нва́нкво Кри́стиан Ка́ну (англ. Nwankwo Christian Kanu; 1 августа 1976, Оверри) — нигерийский футболист, завершивший игровую карьеру, выступал на позиции нападающего. Один из лучших игроков африканского футбола. По опросу МФФИИС он занимает 33-е место среди лучших игроков Африки XX века. Нванкво Кану — африканский футболист с самым большим количеством футбольных трофеев. Посол ЮНИСЕФ. Его братья Кристофер и Анри также являются профессиональными футболистами.

## Биография
Имя «Нванкво» с языка игбо означает «малыш, родившийся на рынке».
Нванкво начал профессиональную карьеру в возрасте 15 лет, в клубе «Федерэйшн Уоркс», затем в 1992 году перешёл в «Ивуаньянву Национале».
После выступления на чемпионате мира для игроков не старше 17 лет подписал контракт с «Аяксом» в 1993 году, за трансфер «Аякс» заплатил 207 047 €. Нванкво провёл за «Аякс» 74 матча, забив 27 мячей. В основном будучи игроком, выходящим на замены, Нванкво с клубом выиграл Лигу чемпионов 1995, в финале «Аякс» обыгрывает «Милан».
В 1996 году за $ 4,7 млн Нванкво перешёл из «Аякса» в «Интернационале». Летом того же года Нванкво в составе сборной Нигерии, где он был капитаном, выиграл Олимпийский футбольный турнир в Атланте. Особенно запомнились два гола Нванкво в полуфинале с бразильцами, ведомыми Роналдо, когда, проигрывая 2:3, нигерийцы голами Кану поражение превратили в победу 4:3. Кану был назван лучшим африканским футболистом года.
После возвращения с Олимпиады Кану был осмотрен врачами «Интера», обследование показало серьёзные проблемы с сердцем. В ноябре Кану сделана операция по замене аортального клапана. До апреля 1997 года футболист не тренировался с клубом. В своих интервью Кану часто цитирует Библию и вспоминает тот случай, когда он часто и подолгу молился Богу. Опыт Кану привел его к основанию «Сердечного Фонда Кану», организации, помогающей, в основном, африканским детям, имеющим проблемы с сердцем. По всей Африке Кану известен своей филантропической работой.
В феврале 1999, после 20 игр за 2,5 года выступлений за «Интер», Кану переходит в «Арсенал», примерно за 4,2 млн фунтов. Его дебют состоялся в матче против «Шеффилд Юнайтед» в Кубке Англии, матч заканчивался вничью 1:1 к 80-й минуте, игрок «Шеффилда» получил травму и вратарь «Юнайтед» выбил мяч, чтобы дать возможность медикам выйти на поле. Когда Рэй Парлор, игрок Арсенала, выбросил мяч, чтобы по правилам фэйр-плей вернуть его «Шеффилду», Кану, не сознавая этого, подхватил мяч на правом фланге нападения и передал его Марку Овермарсу, который забил победный мяч. Сразу после игры главный тренер Арсенала Арсен Венгер предложил исправить ошибку и переиграть матч, что и было сделано, хотя «Арсенал» вновь победил 2:1.
Несмотря на скомканный дебют, карьера Кану быстро пошла в гору, особенно после ухода из команды Николя Анелька летом 1999-го. Фанаты даже переиначили песню из фильма «Мэри Поппинс», смысл слов которой: «Кому нужен Анелька, когда у нас есть Кану». Кану забивал экстравагантные голы, например известный мяч Тоттенхэму, стоя спиной к воротам, он перебросил мяч через голову опекавшего его защитника Люка Янга, развернувшись и забив победный мяч. Или хет-трик в матче против «Челси», когда «Арсенал» к 75-й минуте проигрывал 2:0, но голы Кану принесли победу его команде — 3:2, после этого удивительного матча газета «Пан» даже вышла с заголовком: «Кану верит в это!». Его назвали футболистом года в Африке 1999 и лучшим футболистом сезона 1999/2000 в Англии, за 50 игр того сезона Кану забил 17 мячей, став очень популярным среди болельщиков Арсенала, которые во время объявления фамилии нигерийца пели «Кану-у-у-у-у».
Однако в следующих сезонах появление Нванкво в составе стало более редким, особенно с приходом в команду Тьерри Анри; теперь Кану, главным образом, стал выходить на замену. Несмотря на это, Кану выиграл Премьер-Лигу и Кубок в 2002 и кубок Англии 2003 (в финале Кану не выходил на поле) и чемпионат 2004 года. Всего он провел за Арсенал 197 игр во всех турнирах (в половине матчей выходил на замену), забив 44 гола.
Летом 2004 года Нванкво в статусе свободного агента перебирается в «Вест Бромвич Альбион». В 2008 году Кану был выбран в список 50 лучших игроков «Арсенала» под номером 13 (опрос проводился на интернет-сайте «канониров»).
В «Вест Бромвиче» Кану дебютировал против «Блэкберн Роверс» 14 августа 2004 года. 18 сентября он забивает свой первый гол за команду, сравняв счёт в матче с «Фулхэмом» на 88 минуте. Одна из самых незабываемых игр была против его бывшего клуба «Арсенала» 15 октября 2005: Филипп Сендерос вывел вперед «Арсенал», незадолго до перерыва Кану сравнял счет, а затем Даррен Картер забил победный для «Вест Бромвича» мяч, это стало первой с 1973 года домашней победой команды над «Арсеналом» и первой, когда они выиграли, проигрывая по ходу встречи. Но такие матчи были редки для «Вест Бромвича», и он вылетел из Премьер Лиги в конце сезона. Контракт Кану истек, и он, не желая играть в низшем дивизионе, не стал его продлевать. За «Вест Бромвич» Кану провёл 58 матчей (из них в 16 вышел на замену) и забил 9 голов.
Летом 2006 года Кану играл на прощальном матче Денниса Бергкампа, первой игре на новом стадионе Эмирейтс, игра шла к ничьей 1:1, пока Кану не забил победный мяч. В конце матча Кану вместе с остальными игроками «Арсенала» поднял на плечи уходящего голландца, чтобы его проводили долгими и громогласными аплодисментами.
В 2006 г. Кану перешёл в «Портсмут». Футболист дебютировал в Портсмуте 19 августа 2006 года, снова против «Блэкберн Роверс», в первом матче сезона, выйдя на замену. Он сыграл 2 игры, заработав в одной из них пенальти, а в третьей игре наконец забил после долгого 50-метрового рывка, поразив ворота «Мидлсбро». После первых матчей Кану долго не мог забить, но всё же стал лучшим бомбардиром сезона среди игроков «Портсмута», забив 12 голов.
В следующем году Кану забил победный мяч (1:0) в матче против своего бывшего клуба, «Вест Бромвич Альбиона», в полуфинале кубка Англии. А в финале «Портсмут» выиграл у «Кардифф Сити», для Кану этот кубок Англии стал третьим в карьере. Помимо этого, он стал одним из немногих игроков, выигрывавших кубок Англии как на новом, так и на старом Уэмбли.
Летом 2011 года Кану принял решение завершить футбольную карьеру. 11 июня он провёл свой прощальный матч за национальную команду в котором она встречалась со сборной остального мира; нигерийцы победили во встрече со счётом 3:1. Нванкво сказал: «Я благодарю всех игроков, которые приехали, а также нигерийских болельщиков за их бесконечную любовь и поддержку на протяжении всей моей карьеры».

### Сборная
В сборной Кану дебютировал в 1994-м году в товарищеском матче со Швецией, всего он сыграл 72 игры, забив 13 голов. В составе национальной команды футболист играл под необычным для форварда 4-м номером. Он выигрывал золото Олимпиады-1996, участвовал в двух Кубках мира. Также выигрывал золото юношеского чемпионата мира в Японии. Долгое время Кану был капитаном сборной Нигерии. 25 мая он объявил о завершении карьеры в национальной команде после завершения Чемпионата мира-2010: «Я прощаюсь со сборной на том же континенте, где и начиналось все для меня. Конкретно на этом турнире у нас многое не получилось, но в целом, я доволен тем, что успел сделать для сборной».

## Статистика выступлений
|                  |                      |                  | Чемпионат | Чемпионат | Кубок | Кубок | Кубок лиги | Кубок лиги | Международные турниры | Международные турниры | Всего | Всего |
| Сезон            | Клуб                 | Лига             | Матчи     | Голы      | Матчи | Голы  | Матчи      | Голы       | Матчи                 | Голы                  | Матчи | Голы  |
| Нигерия          | Нигерия              | Нигерия          | Чемпионат | Чемпионат | Кубок | Кубок | Кубок лиги | Кубок лиги | Африка                | Африка                | Всего | Всего |
| ---------------- | -------------------- | ---------------- | --------- | --------- | ----- | ----- | ---------- | ---------- | --------------------- | --------------------- | ----- | ----- |
| 1992/93          | Ивуаньяву Нэйшнл     | Премьер-лига     | 25        | 15        |       |       |            |            |                       |                       | 25    | 15    |
| Нидерланды       | Нидерланды           | Нидерланды       | Чемпионат | Чемпионат | Кубок | Кубок | Кубок лиги | Кубок лиги | Европа                | Европа                | Всего | Всего |
| 1993/94          | Аякс                 | Эредивизи        | 5         | 2         | 1     | 0     | -          | -          | -                     | -                     | 6     | 2     |
| 1994/95          | Аякс                 | Эредивизи        | 18        | 10        | 1     | 1     | -          | -          | 7                     | 1                     | 26    | 12    |
| 1995/96          | Аякс                 | Эредивизи        | 30        | 13        | 1     | 0     | -          | -          | 11                    | 0                     | 42    | 13    |
| Италия           | Италия               | Италия           | Чемпионат | Чемпионат | Кубок | Кубок | Кубок лиги | Кубок лиги | Европа                | Европа                | Всего | Всего |
| 1996/97          | Интернационале       | Серия А          | 0         | 0         | 0     | 0     | -          | -          | 0                     | 0                     | 0     | 0     |
| 1997/98          | Интернационале       | Серия А          | 11        | 1         | 2     | 0     | -          | -          | 5                     | 0                     | 18    | 1     |
| 1998/99          | Интернационале       | Серия А          | 1         | 0         | 1     | 0     | -          | -          | 0                     | 0                     | 2     | 0     |
| Англия           | Англия               | Англия           | Чемпионат | Чемпионат | Кубок | Кубок | Кубок лиги | Кубок лиги | Европа                | Европа                | Всего | Всего |
| 1998/99          | Арсенал              | Премьер-лига     | 12        | 6         | 5     | 1     | -          | -          | -                     | -                     | 17    | 7     |
| 1999/2000        | Арсенал              | Премьер-лига     | 31        | 12        | 3     | 1     | 1          | 1          | 15                    | 3                     | 50    | 17    |
| 2000/01          | Арсенал              | Премьер-лига     | 27        | 3         | 1     | 0     | -          | -          | 14                    | 2                     | 42    | 5     |
| 2001/02          | Арсенал              | Премьер-лига     | 23        | 3         | 5     | 2     | 2          | 1          | 9                     | 0                     | 38    | 5     |
| 2002/03          | Арсенал              | Премьер-лига     | 16        | 5         | 1     | 0     | 1          | 0          | 8                     | 1                     | 26    | 6     |
| 2003/04          | Арсенал              | Премьер-лига     | 10        | 1         | 3     | 0     | 4          | 2          | 7                     | 0                     | 24    | 3     |
| 2004/05          | Вест Бромвич Альбион | Премьер-лига     | 28        | 2         | 2     | 1     | -          | -          | -                     | -                     | 30    | 3     |
| 2005/06          | Вест Бромвич Альбион | Премьер-лига     | 25        | 5         | 1     | 0     | 2          | 1          | -                     | -                     | 28    | 6     |
| 2006/07          | Портсмут             | Премьер-лига     | 36        | 10        | 2     | 2     | -          | -          | -                     | -                     | 38    | 12    |
| 2007/08          | Портсмут             | Премьер-лига     | 25        | 4         | 5     | 2     | 1          | 1          | -                     | -                     | 31    | 7     |
| 2008/09          | Портсмут             | Премьер-лига     | 17        | 1         | 2     | 0     | 1          | 0          | 5                     | 1                     | 25    | 2     |
| 2009/10          | Портсмут             | Премьер-лига     | 23        | 2         | 1     | 0     | 4          | 2          | -                     | -                     | 28    | 4     |
| 2010/11          | Портсмут             | Чемпионшип       | 30        | 2         | 1     | 0     | 1          | 0          | -                     | -                     | 32    | 2     |
| 2011/12          | Портсмут             | Чемпионшип       | 10        | 1         | 0     | 0     | 1          | 0          | -                     | -                     | 11    | 1     |
| Итого            | Нигерия              | Нигерия          | 25        | 15        |       |       |            |            |                       |                       | 25    | 15    |
| Итого            | Нидерланды           | Нидерланды       | 53        | 25        | 3     | 1     |            |            | 18                    | 1                     | 74    | 27    |
| Итого            | Италия               | Италия           | 12        | 1         | 3     | 0     |            |            | 5                     | 0                     | 20    | 1     |
| Итого            | Англия               | Англия           | 313       | 57        | 32    | 9     | 18         | 8          | 58                    | 7                     | 412   | 79    |
| Всего за карьеру | Всего за карьеру     | Всего за карьеру | 403       | 98        | 38    | 10    | 18         | 8          | 81                    | 8                     | 540   | 124   |

## Достижения

### Командные достижения
«Ивуаньянву Нэйшнл»
- Чемпион Нигерии: 1993

«Аякс»
- Чемпион Нидерландов (3): 1993/94, 1994/95, 1995/96
- Обладатель Кубка Нидерландов: 1996
- Обладатель Суперкубка Нидерландов: 1995
- Победитель Лиги чемпионов УЕФА: 1994/95
- Победитель Суперкубка Европы: 1995
- Победитель Межконтинентального кубка: 1995

«Интернационале»
- Победитель Кубка УЕФА: 1997/98

«Арсенал»
- Чемпион Англии (2): 2001/02, 2003/04
- Обладатель Кубка Англии (2): 2002, 2003
- Обладатель Суперкубка Англии: 1999

«Портсмут»
- Обладатель Кубка Англии: 2008

Сборная Нигерии
- Чемпион мира U-17: 1993
- Олимпийский чемпион: 1996

### Личные достижения
- Африканский футболист года (2): 1996, 1999
- Африканский спортсмен года по версии Би-би-си (2): 1997, 1999